# Forfar Athletic
Forfar Athletic (offiziell:  Forfar Athletic Football Club) ist ein schottischer Fußballverein aus Forfar. Der Verein wurde 1885 gegründet und trat 1921 der Scottish Football League und der neu gegründeten Division Two bei. Seine erfolgreichste Zeit hatte der Verein in den 1970er und vor allem 1980er Jahren. Zunächst erreichten die Loons 1977/78 zum ersten Mal das Halbfinale im Ligapokal, der bis dahin größte Erfolg der Vereinsgeschichte. In der Saison 1981/82 erreichte Forfar das Halbfinale des Schottischen Pokals. 1986 verpasste man nur mit einem Punkt Rückstand den Aufstieg in die Premier Division.
Die Folgejahre waren weniger erfolgreich: In der Saison 2016/17 spielte Forfar in der Scottish League Two, der vierthöchsten Spielklasse im schottischen Fußball, die zugleich die niedrigste Profiliga ist, aus der nicht abgestiegen werden kann. Über die Aufstiegs-Playoffs kehrte er in die Scottish League One zurück.

## Erfolge
- Scottish Division Three: 1948/49